# غابة زرالدة
غابة زرالدة هي غابة تقع في زرالدة في منطقة متيجة بولاية الجزائر. تدار من قبل هيئة المحافظة على الغابات في الجزائر العاصمة (CFA) تحت إشراف المديرية العامة للغابات (DGF).

## خلفية
تخضع الغابة للمرسوم 84-45 الصادر في 18 فبراير 1984، والمعدل بالمرسوم 07-09 الصادر في 11 يناير 2007.
صدر المرسوم 11-02 في 17 فبراير 2011 فيما يتعلق بالمناطق المحمية، والذي أعطى دافعًا جديدًا لحماية الغابة التي تم تصنيفها كمحمية للصيد إلى جانب محمية عقاز، في ولاية معسكر، وفي عين الغربة بولاية تلمسان، وعين معبد في ولاية الجلفة، ومحمية المحيط الحيوي في بلدية الرغاية.

## الموقع
تقع غابة زرالدة على بعد 30 كم غرب الجزائر العاصمة، و50 كم شرق تيبازة و2 كم من البحر الأبيض المتوسط. تقع بين بلديات زرالدة والمعالمة، والسويدانية وسطاوالي والرحمانية بالمتيجة.

## الحيوانات
- ابن آوى الذهبي (الاسم العلمي: Canis aureus)
- شيهم مبذول (الاسم العلمي: Hystrix cristata)
- قنفذ شمال إفريقيا (الاسم العلمي: Atelerix algirus)
- أرنب أوروبي (الاسم العلمي: Oryctolagus cuniculus)[13]
- زباد شائع (الاسم العلمي: Genetta genetta afra)
- نمس مصري (الاسم العلمي: Herpestes ichneumon)
- قواع صحراوي (الاسم العلمي: Lepus capensis)

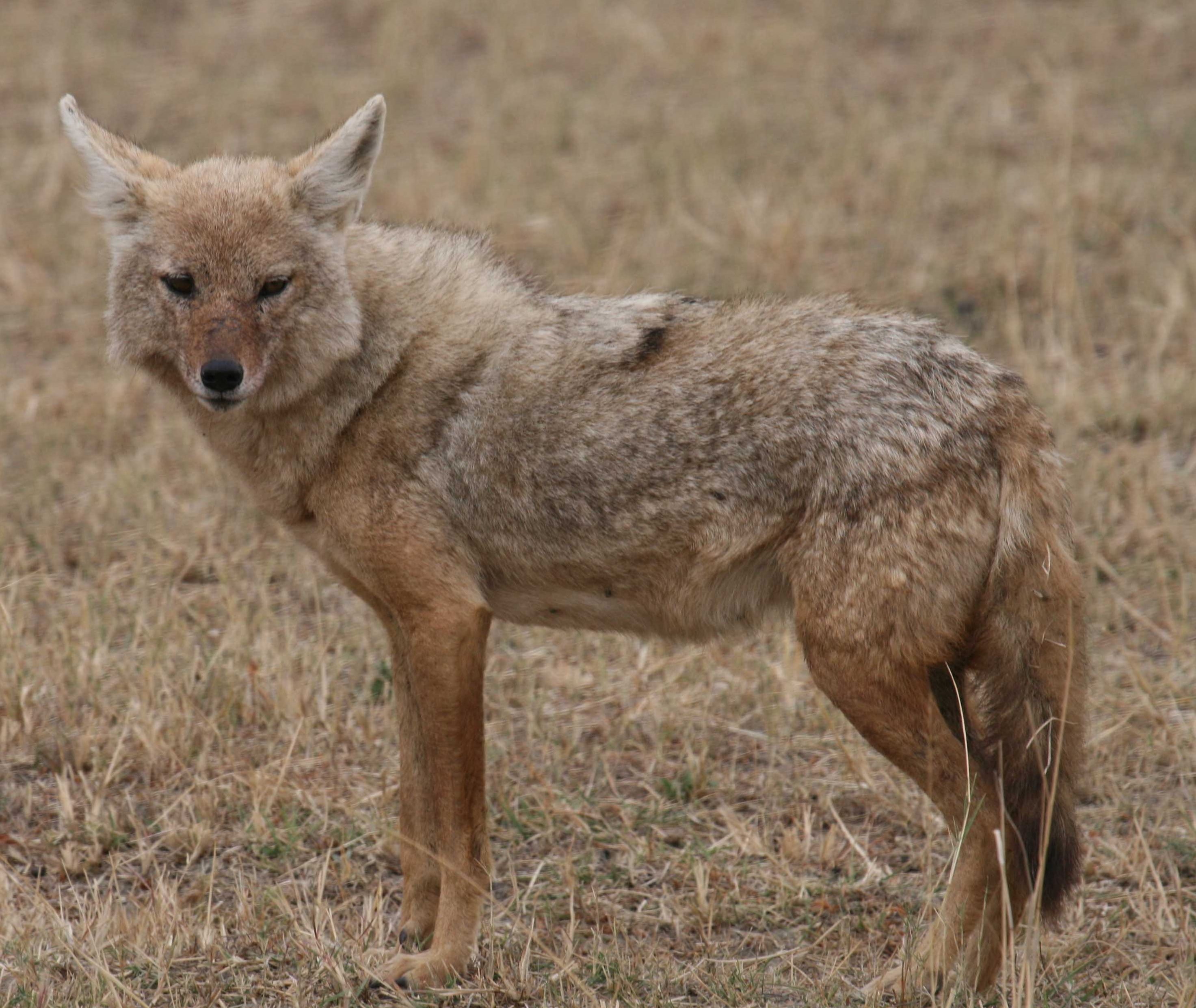
ابن آوى الذهبي

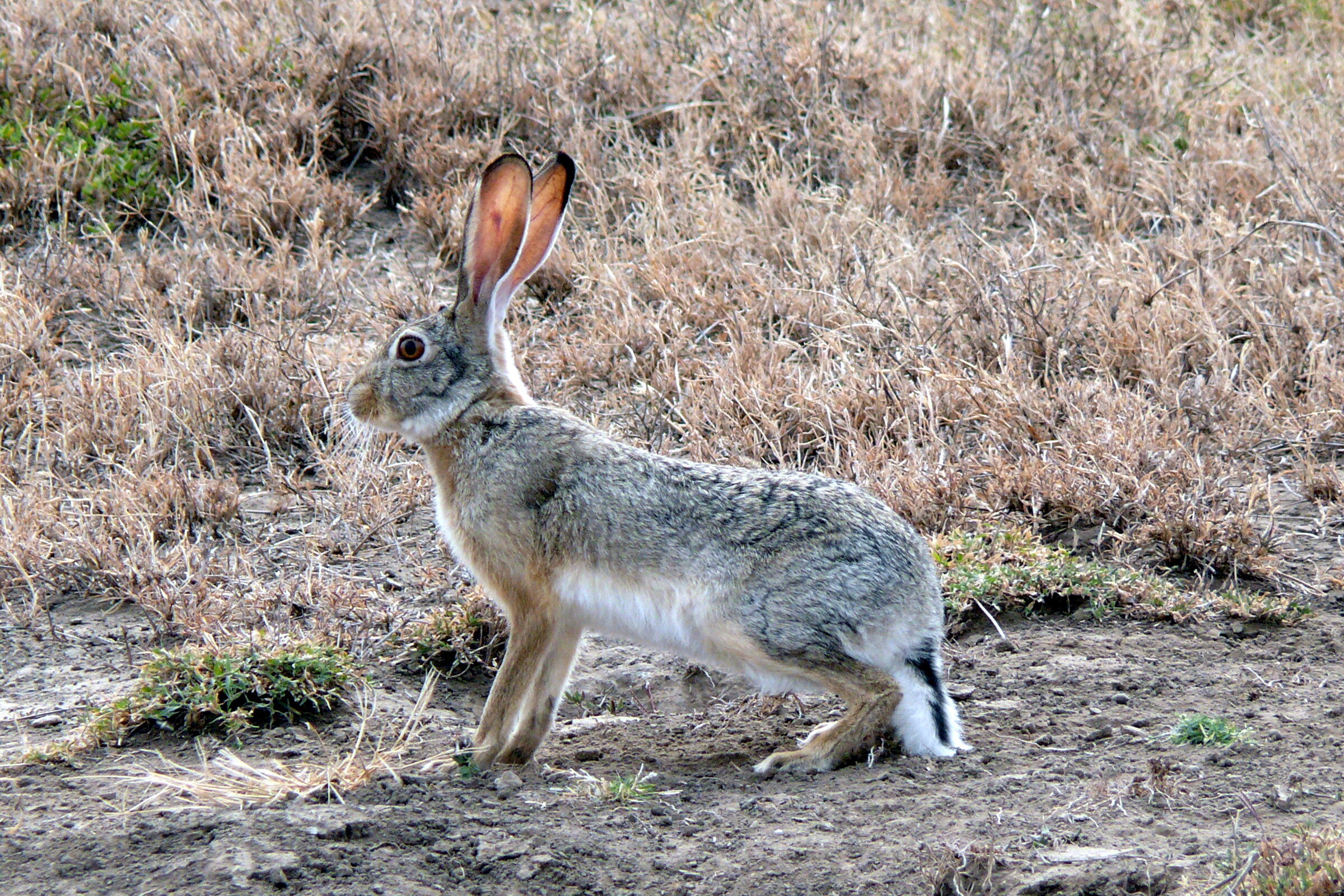
أرنب الرأس

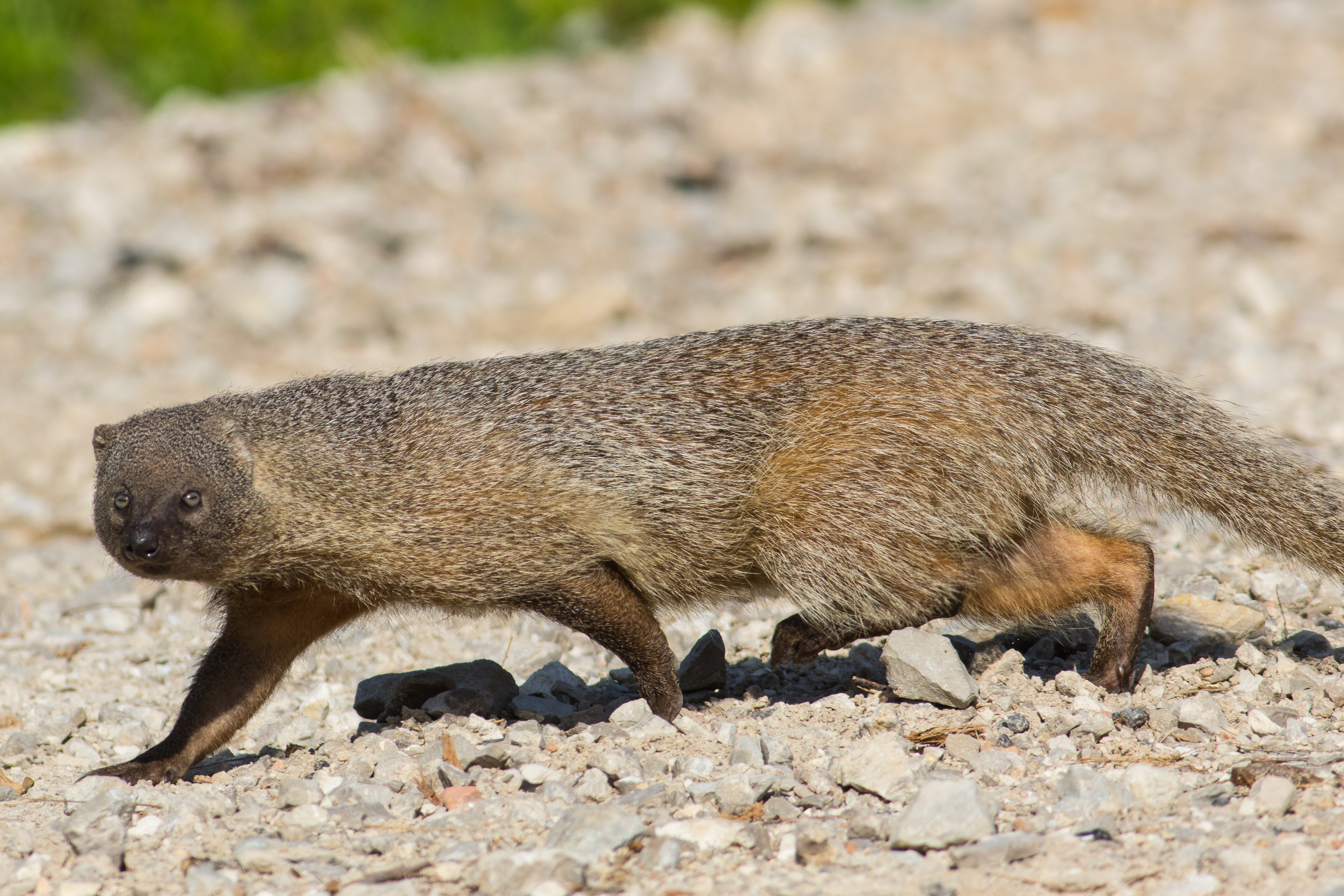
نمس المصري

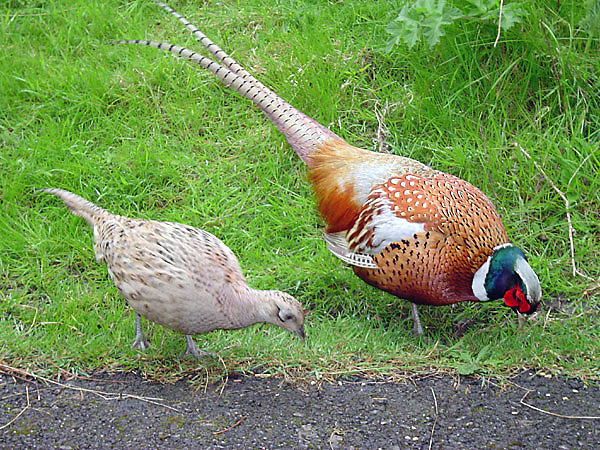
الدراج

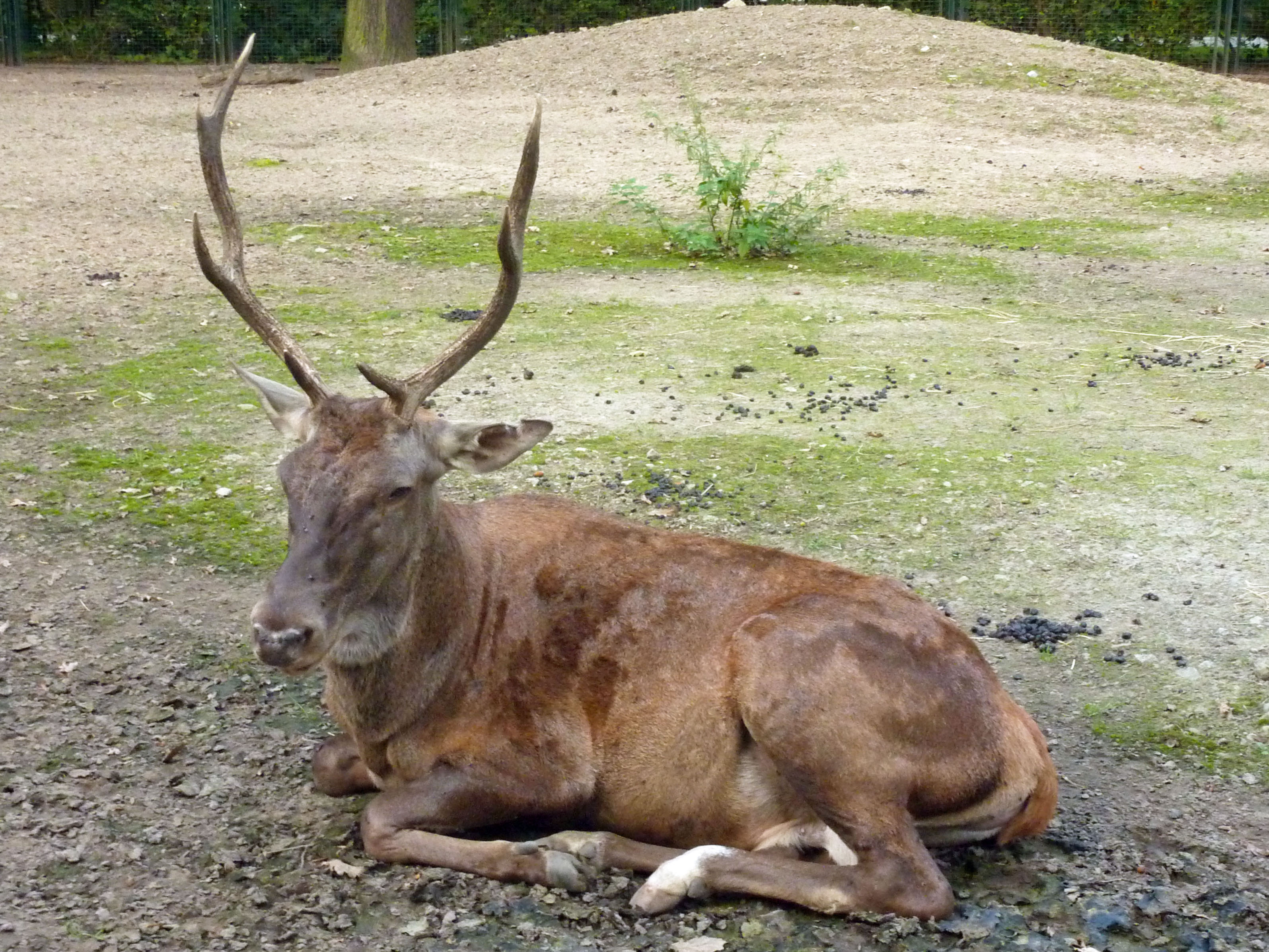
الأيل البربري.

- أيل بربري (الاسم العلمي: Cervus elaphus barbarus benetti).[14]
- خنزير بري (الاسم العلمي: Sus scrofa)